# Ivan Korčok

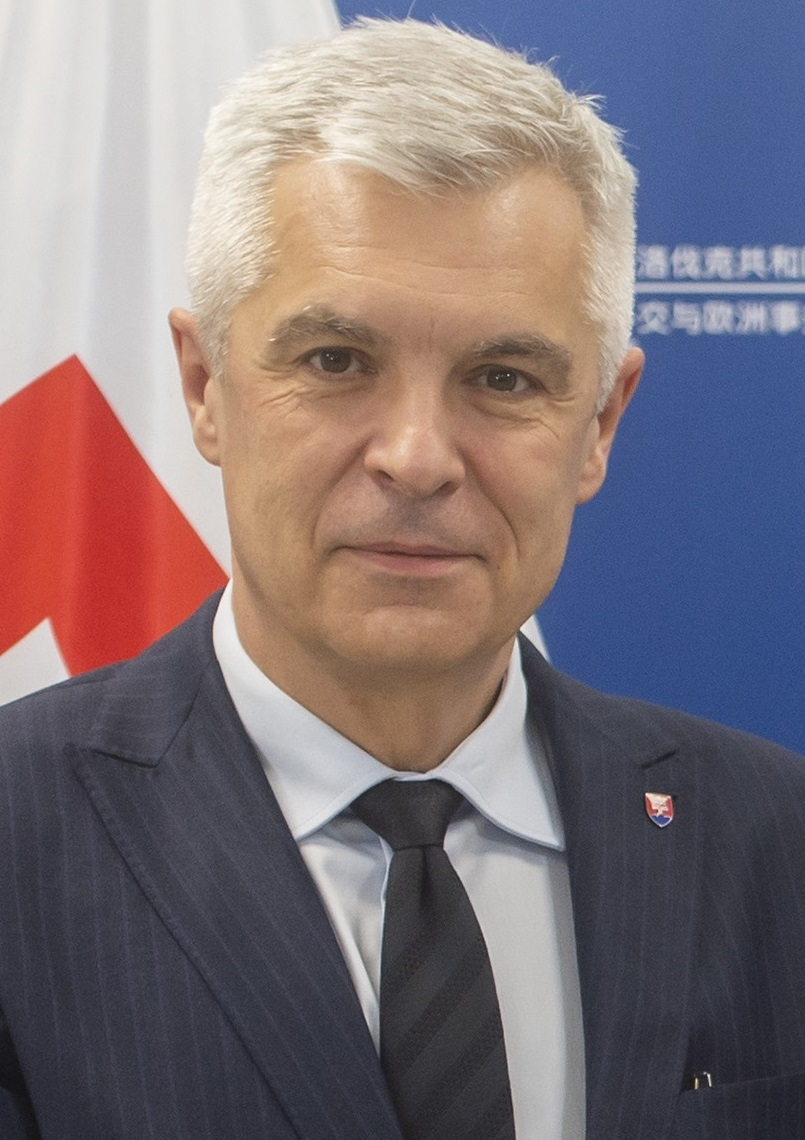
Ivan Korčok (2022)

Ivan Korčok (* 4. April 1964 in Banská Bystrica) ist ein slowakischer Diplomat und parteiloser Politiker. Er war Botschafter der Slowakei in Deutschland (2005–2009), bei der Europäischen Union (2009–2015) und in den Vereinigten Staaten (2018–2020). Von April 2020 bis September 2022 war er Außenminister der Slowakischen Republik. Zudem war er Kandidat bei der Präsidentschaftswahl 2024.

## Leben
Der in Banská Bystrica geborene Ivan Korčok studierte zuerst an der Wirtschaftsuniversität Bratislava und absolvierte danach ein postgraduales Studium der internationalen Beziehungen an der Comenius-Universität Bratislava. Er ist seit 1988 mit seiner Frau Soňa verheiratet. Die beiden haben zwei Söhne und wohnen aktuell in Senec.

## Laufbahn
Nachdem er im Jahr 1992 bereits im Referat für die Bundesrepublik Deutschland des Ministerstvo zahraničných vecí Slovenskej republiky („Außenministerium der Slowakischen Republik“) tätig gewesen war, wurde Ivan Korčok nach der Gründung der Slowakei im Jahr 1993 zweiter Sekretär der Botschaft der Slowakischen Republik in Deutschland, welche zur damaligen Zeit ihren Sitz in Bonn hatte. Dort war bis 1996 tätig und wechselte dann zusammen mit seinem Vorgesetzten Pavol Hamžík zurück in das Außenministerium. Während Pavol Hamžík Außenminister wurde, übernahm Ivan Korčok die Aufgabe des Sprechers des Ministeriums. Im Jahr 1997 wechselte er innerhalb des Ministeriums und wurde stellvertretender Leiter der Abteilung für Analyse und Planung. Nach dieser Tätigkeit übernahm er wieder slowakische Aufgaben im Ausland, so war er zwischen 1998 und 1999 unter anderem erster Sekretär in der Botschaft der Slowakischen Republik in der Schweiz und von 1999 bis 2001 stellvertretender Leiter der Vertretung der Slowakischen Republik bei der NATO.
2001 kehrte Ivan Korčok wieder zurück in das Außenministerium und wurde dort Generaldirektor für internationale Organisationen und Sicherheitspolitik. 2002 wurde er vom damaligen Außenminister Eduard Kukan zum Staatssekretär befördert. In dieser Position übernahm er auch weitere Tätigkeiten, so war er zwischen 2002 und 2003 Leiter der slowakischen Delegation für die Beitrittsverhandlungen zur NATO und von 2003 bis 2004 Mitglied des Konvents zur Zukunft der Europäischen Union. Im Jahr 2005 wechselte er zurück in die Slowakische Botschaft in Deutschland, welche in der Zwischenzeit ihren Sitz von Bonn nach Berlin verlegt hatte, und wurde dort außerordentlicher und bevollmächtigter Botschafter. Diese Tätigkeit übte er bis 2009 aus und wechselte dann als Botschafter in die Ständige Vertretung der Slowakischen Republik bei der Europäischen Union, wo er bis 2015 tätig war.
2015 kehrte Ivan Korčok in das in Ministerstvo zahraničných vecí a európskych záležitostí Slovenskej republiky („Ministerium für auswärtige und europäische Angelegenheiten der Slowakischen Republik“) umbenannte Außenministerium zurück und wurde vom damaligen Minister Miroslav Lajčák zum Staatssekretär ernannt. Erneut übernahm er in dieser Position weitere Tätigkeiten, so war er zwischen 2015 und 2018 Bevollmächtigter der Regierung der Slowakischen Republik für den Vorsitz im Rat der Europäischen Union, und während der Slowakischen EU-Ratspräsidentschaft 2016 war er Beigeordneter Minister. Als dieser vertrat er die Slowakische Republik im Rat der EU gegenüber den EU-Institutionen und sollte so den eigentlichen Minister Miroslav Lajčák entlasten. Im Jahr 2018 verließ er das Ministerium für auswärtige und europäische Angelegenheiten und wechselte in die Botschaft der Slowakischen Republik in den USA, welche ihren Sitz in der Hauptstadt Washington, D.C. hat. Dort wurde er außerordentlicher und bevollmächtigter Botschafter und übte diese Tätigkeit bis 2020 aus.
Nach der Nationalratswahl in der Slowakei 2020 wurde der Parteilose Ivan Korčok von der mitregierenden Partei Sloboda a Solidarita für den Ministerposten im Ministerium für auswärtige und europäische Angelegenheiten vorgeschlagen. Er nahm das Angebot an und sollte wie alle anderen Minister der Regierung Matovič am 21. März 2020 von Staatspräsidentin Zuzana Čaputová ernannt werden. Doch aufgrund der Quarantäne nach seiner Rückkehr aus den Vereinigten Staaten in Folge der COVID-19-Pandemie verpasste er diesen Termin und wurde erst am 8. April 2020 ernannt. In der Zwischenzeit wurde das Ministerium kommissarisch vom stellvertretenden Ministerpräsidenten und Wirtschaftsminister Richard Sulík geleitet.  In Folge einer Regierungskrise traten Ivan Korčok und weitere Minister am 25. März 2021 von ihren Posten zurück und Präsidentin Zuzana Čaputová nahm den Rücktritt an.
Nachdem die Regierungskrise durch den Amtstausch von Igor Matovič und Eduard Heger gelöst wurde, übernahm Ivan Korčok innerhalb der Regierung Heger erneut das Ministerium für auswärtige und europäische Angelegenheiten, welches zwischenzeitlich kommissarisch vom Verteidigungsminister Jaroslav Naď geleitet wurde, und wurde von Präsidentin Zuzana Čaputová am 1. April 2021 erneut zum Außenminister ernannt. Im Zuge einer erneuten Regierungskrise verließ er gemeinsam mit den anderen Ministern von Sloboda a Solidarita am 13. September 2022 die Regierung Heger. Sein Nachfolger als Außenminister wurde der parteilose Diplomat und Politiker Rastislav Káčer. Vom SaS-Vorsitzenden Richard Sulík bekam er vor der vorgezogenen Nationalratswahl in der Slowakei 2023 das Angebot als Spitzenkandidat der Partei bei dieser Wahl zu kandidieren, welches er jedoch ablehnte.
Nachdem die bisherige Amtsinhaberin Zuzana Čaputová auf die Kandidatur für eine zweite Amtszeit verzichtete, kündigte Ivan Korčok am 30. August 2023 offiziell seine Kandidatur bei der Präsidentschaftswahl in der Slowakei 2024 an und gab an, als Bürgerkandidat (d. h. nicht von einer Partei nominiert) zu kandidieren. Im ersten Wahlgang lag er mit über 42,5 Prozent der Stimmen vorne. In der Stichwahl unterlag er schließlich Peter Pellegrini mit 46,9 Prozent der Stimmen.

## Auszeichnung
- 2018: Czech and Slovak Transatlantic Award[9]